# Olpe (Kansas)
Olpe – miasto w Stanach Zjednoczonych, w stanie Kansas, w hrabstwie Lyon.